# Puchar Świata w biegach narciarskich 1977/1978
Sezon 1977/1978 Pucharu Świata w biegach narciarskich rozpoczął się 15 grudnia 1977 r. w amerykańskim ośrodku narciarskim Telemark, a zakończył się 11 marca 1978 roku w stolicy Norwegii, Oslo. Była to piąta w historii, nieoficjalna seria zawodów w biegach narciarskich zorganizowana przez Międzynarodową Federację Narciarską (FIS).
Najważniejszym punktem sezonu były mistrzostwa świata w Lahti, zaplanowane w dniach 18 - 26 lutego 1978 roku. Zawody te były jednocześnie częścią Pucharu Świata. 
Startowali tylko mężczyźni. W nieoficjalnej klasyfikacji generalnej zwyciężył Sven-Åke Lundbäck ze Szwecji. 

## Kalendarz i wyniki
| Lp.                                                                    | Miejscowość   | Dystans          | Data             | 1. miejsce                                                                        | 2. miejsce                                                                   | 3. miejsce                                                                 |
| ---------------------------------------------------------------------- | ------------- | ---------------- | ---------------- | --------------------------------------------------------------------------------- | ---------------------------------------------------------------------------- | -------------------------------------------------------------------------- |
| 1.                                                                     | Telemark      | 15 km            | 15 grudnia 1977  | Heikki Torvi                                                                      | Jorma Kopra                                                                  | Jim Galanes                                                                |
| 2.                                                                     | Davos         | 15 km            | 17 grudnia 1977  | Thomas Wassberg                                                                   | Sven-Åke Lundbäck                                                            | Magne Myrmo                                                                |
| 3.                                                                     | Davos         | Sztafeta 3x10 km | 18 grudnia 1977  | Szwecja Sven-Åke Lundbäck · Benny Södergren · Thomas Wassberg                     | Norwegia Kjell Jakob Sollie · Lars Erik Eriksen · Magne Myrmo                | Finlandia Pertti Teurajärvi · Juha Mieto · Juhani Repo                     |
| 4.                                                                     | Kastelruth    | 30 km            | 10 stycznia 1978 | Giulio Capitanio                                                                  | Christo Byrzanow                                                             | Józef Łuszczek                                                             |
| 5.                                                                     | Reit im Winkl | 15 km            | 14 stycznia 1978 | Sven-Åke Lundbäck                                                                 | Lars Erik Eriksen                                                            | Juhani Repo                                                                |
| 6.                                                                     | Reit im Winkl | Sztafeta 3x10 km | 15 stycznia 1978 | Szwecja I Sven-Åke Lundbäck · Thomas Wassberg · Erik Wäppling                     | Szwecja II Benny Södergren · Christer Johansson · Thomas Magnusson           | Finlandia Heikki Torvi · Juhani Repo · Juha Mieto                          |
| 7.                                                                     | Ramsau        | 30 km            | 18 stycznia 1978 | Thomas Wassberg                                                                   | Giulio Capitanio                                                             | Gert-Dietmar Klause                                                        |
| 8.                                                                     | Le Brassus    | 15 km            | 21 stycznia 1978 | Jean-Paul Pierrat                                                                 | Józef Łuszczek                                                               | Odd Martinsen                                                              |
| 9.                                                                     | Le Brassus    | Sztafeta 3x10 km | 22 stycznia 1978 | Szwecja I Sven-Åke Lundbäck · Benny Södergren · Thomas Wassberg                   | Szwecja II Erik Wäppling · Thomas Magnusson · Christer Johansson             | Francja Roland Jeannerod · Daniel Drezet · Jean-Paul Pierrat               |
| Mistrzostwa Świata w Narciarstwie Klasycznym 1978 (4 - 15 lutego 1978) |               |                  |                  |                                                                                   |                                                                              |                                                                            |
| 10.                                                                    | Lahti         | 30 km            | 20 lutego 1978   | Siergiej Sawieljew                                                                | Nikołaj Zimiatow                                                             | Józef Łuszczek                                                             |
| 11.                                                                    | Lahti         | 15 km            | 22 lutego 1978   | Józef Łuszczek                                                                    | Jewgienij Bielajew                                                           | Juha Mieto                                                                 |
| 12.                                                                    | Lahti         | Sztafeta 4x10 km | 23 lutego 1978   | Szwecja Sven-Åke Lundbäck · Christer Johansson · Tommy Limby · Thomas Magnusson   | Finlandia Esko Lähtevänoja · Juha Mieto · Pertti Teurajärvi · Matti Pitkänen | Norwegia Lars Erik Eriksen · Ove Aunli · Ivar Formo · Oddvar Brå           |
| 13.                                                                    | Lahti         | 50 km            | 24 lutego 1978   | Sven-Åke Lundbäck                                                                 | Jewgienij Bielajew                                                           | Jean-Paul Pierrat                                                          |
| 14.                                                                    | Falun         | 30 km            | 4 marca 1978     | Magne Myrmo                                                                       | Asko Autio                                                                   | Oddvar Brå                                                                 |
| 15.                                                                    | Falun         | Sztafeta 4x10 km | 5 marca 1978     | Szwecja Thomas Magnusson · Sven-Åke Lundbäck · Christer Johansson · Erik Wäppling | Norwegia Lars Erik Eriksen · Magne Myrmo · Tore Gullen · Ove Aunli           | Czechosłowacja Jiří Švub · Jiří Beran · František Šimon · Stanislav Henych |
| 16.                                                                    | Oslo          | 15 km            | 9 marca 1978     | Juha Mieto                                                                        | Sven-Åke Lundbäck                                                            | Maurilio De Zolt                                                           |
| 17.                                                                    | Oslo          | 50 km            | 11 marca 1978    | Matti Pitkänen                                                                    | Magne Myrmo                                                                  | Juhani Repo                                                                |

## Klasyfikacje
| Lp. | Zawodnik          | Punkty |
| --- | ----------------- | ------ |
| 1.  | Sven-Åke Lundbäck | 124    |
| 2.  | Lars Erik Eriksen | 102    |
| 3.  | Magne Myrmo       | 96     |
| 4.  | Thomas Wassberg   | 86     |
| 5.  | Giulio Capitanio  | 84     |
| 5.  | Juha Mieto        | 84     |
| 7.  | Józef Łuszczek    | 80     |
| 8.  | Maurilio De Zolt  | 77     |
| 9.  | Jean-Paul Pierrat | 59     |
| 9.  | Juhani Repo       | 59     |